# Insects – Die Brut aus dem All
Insects – Die Brut aus dem All (Originaltitel: Threshold; deutscher Alternativtitel: Gierige Brut) ist ein US-amerikanisch-kanadischer Science-Fiction-Fernsehfilm mit Tierhorrorelementen von Chuck Bowman aus dem Jahr 2003. Als Hauptdarsteller fungieren Nicholas Lea, Jamie Luner und Stephen J. Cannell.

## Handlung
Das Space Shuttle Oklahoma ist schon einige Zeit im All unterwegs. Während routinemäßigen Außenreparaturen gerät das Shuttle allerdings in eine extraterrestrische Sporenwolke und der für die Reparatur verantwortliche Astronaut wird von einem Meteoritensplitter schwer verletzt. Dadurch gelangen die außerirdischen Sporen in seinen Blutkreislauf und infizieren ihn. Als das Shuttle erfolgreich auf der Erde landet, wird der Astronaut in ein Krankenhaus eingeliefert. Dort zeigen sich schon bald die ersten Symptome, als sich an seinen Händen kokonartige Auswüchse bilden. Nur wenig später schlüpfen daraus Motten, die sich von Menschenfleisch ernähren.
In der Menschheit finden sie schon bald den passenden Wirt, um sich weiter zu vermehren. Da der Ursprung der Tiere als richtigerweise als extraterrestrisch eingestuft wird, wird der NASA-Ermittler Dr. Jerome Horne mit dem Fall beauftragt. Gemeinsam mit der anerkannten Entomologin Dr. Savannah Bailey sollen sie die Insektenplage beenden. Ihnen bleiben allerdings nur 48 Stunden, da ansonsten das Militär einen Atomschlag gegen die Alieninsekten starten will.

## Hintergrund
Der Film orientiert sich an Klassikern wie Alien – Das unheimliche Wesen aus einer fremden Welt (1979) und Die Fliege (1986).
Die Erstausstrahlung fand am 1. April 2003 auf Syfy statt. Der Videoverleih in Deutschland startete ab dem 11. Dezember 2003.

## Rezeption
„Dem in allen Belangen lächerliche [sic!] Horror-Science-Fiction-Film sieht man den niedrigen Produktionsetat an. Die gemorphten Spezialeffekte spotten jeder Beschreibung.“

„Nie spannnend [sic], umso öfter lächerlich.“

Cinema bezeichnet die Spezialeffekte und Tricks als lachhaft und gibt für die in der Handlung auftretenden Wendungen die gleiche Bewertung. Die Schauspieler werden als zweitklassig degradiert.